# 江戸時代の出版
この江戸時代の出版は、江戸時代における商業出版について述べるものである。

## 解説
日本において書類・書籍は古くより作成されていたが、その多くは本文や図画を人の手でもって写し、それに巻子本をはじめとするさまざまな装丁を施して完成させる写本であった。人々はもし自分が読みたい書籍があった場合、それを持っている者に借りるか、またはそれを手元に置きたければ自分の手で写すしかないのが普通だったのである。一方それら書籍を印刷することについては、8世紀の百万塔陀羅尼、春日版や五山版と呼ばれる室町時代末までの旧刊本と呼ばれる木版本、またキリシタン版の古活字本などがある。江戸時代も慶長に入ると朝鮮からもたらされた金属活字をもとにして、朝廷や徳川家康が『論語』や『群書治要』をはじめとする漢籍や、『日本書紀』、『吾妻鏡』など活字を使って印字した書籍が作られた。しかしこれらはいずれも商業目的で製作頒布されたものではなく、また百万塔陀羅尼は別として、書籍として刷られる部数も100部程度の規模の小さな印刷物であった。
やがて戦国の世を完全に脱して世情が平穏になると、それまでの公家や武士はもとより一般にも教養としての読書が広がった。その結果多くの人々が本を求め、その欲求に応えるべく書籍を商品とする本屋が現れる。そして木版で印刷し製本した書籍が商品として大量に作られ、本屋で流通するようになった。古くは写本によらなければ本を手に入れられなかったのが、大量に製本されて店頭に並ぶことにより、書籍は以前に比べれば一般庶民にも身近なものとなったのである。
寛永年間以降、次第に商業出版が主流となり、活字本から木版本が中心となる（活字本も、これ以後出版されるが、慶長よりおよそ50年程続いた活字版を特に古活字版と言い、近世木活字版と区別する）。
同時代のヨーロッパではグーテンベルク以来、活版印刷が普及しているが、これはヨーロッパで使用される文字がアルファベットであり、日本よりも扱う文字数が遥かに少なかったからである。なお江戸時代中期の日本においても、初の日蘭辞典であるハルマ和解の刊行においては、オランダ語部分のみであったが活版印刷が行われている。
木版本は整版本とも呼ばれ、当初は仏典や四書、また『伊勢物語』などといった和漢の古典を出版していたが、やがて仮名草子や草双紙といった通俗的な内容のものが浮世絵とともに出版されるようになった。こうした木版技術と出版流通システムの確立により、多くの出版書籍群が生まれ、明治の活版印刷に取って代わられる19世紀末まで続く。その中で庶民を含めた不特定多数がその読者として、商業出版の興隆を支えた。近世に商業出版された書籍は現在も大量に残り、博物館、郷土資料館、図書館などに収蔵され、今でも相当数が古書店などで取引されている。

## 書店の種類と組合
江戸時代の本屋は書林、書肆、書物屋などさまざまに呼ばれた。書店名は栄林堂、金花堂などという何々堂や店主名そのままのものがあった。なお当時売られた書籍はそのほとんどが、地図等を除けば本文用紙に薄い美濃紙を使った袋綴じの装丁であった。
商業活動としての出版はまず京都が最初である。慶長8年（1603年）、京の冨春堂というところから古活字版の『太平記』が版行されているが、これが商業出版ではなかったかといわれる。その後七十二軒ともまた十哲とも称された本屋のほか多くの店が現れ、中には近代にまで老舗として書籍を商ったところもあった。これら京都の本屋は当初は「物の本屋」とも呼ばれており、仏典や漢籍をはじめとする教養書をもっぱら売っている。やがて大坂でも本屋があらわれたが、当初は京都で製作された本を仕入れて売っていたのを、寛文のころより大坂でも本が作られ売られるようになり、本屋は心斎橋などの繁華街に集まって繁盛した。
江戸では寛永のころには本屋があったというが、江戸でよそから本を仕入れずに自前で製本販売し始めた時期についてははっきりしない。確認できる書籍の例では正保4年（1647年）刊行のものが最も古いという。江戸の本屋も時代が下るにつれ、その出版物の内容は京大坂同様多岐に渡ったが、ことに錦絵はほかの土地にないものといわれ好評であった。江戸の出版物の中でも、現代の漫画のような絵入りの読み物である草双紙の類などは「地本」（じほん）と呼ばれた。地とは京大坂に対して、「地酒」と同じようにその地特有の出版物という意味である。
当時の本屋は編集、製版、製本に小売まで行ったが、取扱う書物の内容で大きく二つの種類に分かれた。
- 書物問屋 - 学問書など硬派の書籍を扱った。古くに京都で「物の本屋」と呼ばれた系統。仏教、歴史、伝記、暦、医学書、漢籍、教養書など。上方では本屋とも呼び、上方発祥で、後に江戸に支店も出した。
- 地本問屋 - 草双紙、人情本、細見（地図案内書）、狂歌絵本、洒落本、長唄をはじめとする音曲類の正本、歌舞伎の絵本、浮世絵などといった学術書以外のマスメディア本を扱った。店頭には浮世絵などが並び、庶民が多く利用した。

ただし当時は、以下のところでも出版物を扱っていた。
- 板木屋 - 本を印刷するための板木を彫ってつくる板木屋も、書店を通さずに本を売ることがあった。本屋があらわれた初期には製本や流通販売などの分業が未分化だったことによる。それらは屋号も「板木屋」とするものがあり、時代が下っても板木屋が直接本を頒布する形態は残った。
- 表紙屋 - 印刷して塵断ち下綴じまでした本に表紙をつけるのが表紙屋であるが、ここでも板木屋と同様本を売っていた。表紙屋は江戸時代以前からあったといわれるが、寛永のころから表紙屋でも本を売るようになり、これも後まで残った。
- 経師屋 - 本の装丁や掛け軸を誂えたりする経師屋も本を売っていたが、なかでも京の経師屋で大経師と呼ばれる家は毎年の暦を製作配布していた。暦は当時三都のいずれも、決められた店や家以外では製作販売できない決まりであった。

そのほか貸本屋、古本屋でも書籍を取扱ったが、古本屋も現在とは違って新刊本を製作し売ることがあった。露天商、行商、荒物屋（家庭用雑貨）などからも全国に書籍が流通した。
江戸地本の老舗、鶴屋喜右衛門の仙鶴堂と蔦屋重三郎の耕書堂は寛政の改革以降、山東京伝や曲亭馬琴を作者として独占した。江戸では日本橋、神田、馬喰町、浅草、深川、下谷、両国、芝神明前などに本屋が出店し、地本問屋、書物問屋半々で天保の改革までに50軒以上はあった。江戸、大坂、京都が三大書籍流通ルートであったが、名古屋をはじめとする各地においても多くの書店が営業していた。また「田舎版」と呼ばれる三都および名古屋以外で製版刊行された書籍も存在した。
本屋の間では早くから同業者が集まって本屋仲間という仲間（組合）が作られた。これに加入しないと書籍を販売することができなかった。本屋仲間は享保7年（1722年）に江戸で幕府より公認されたが（大坂では翌年享保8年）、これら仲間は海賊版の横行や風紀上の問題が起こらぬようにせよとたびたび取締りを受け、出版される書籍や浮世絵・芝居絵に対しては、問屋仲間のあいだで行事（当番制）の検閲が義務付けられていた。しかし本屋仲間は天保12年（1841年）、株仲間（同業者組合）の買い占めなどで物価が高騰し風紀上問題ありとして、ほかの問屋仲間とともに解散令が出て一旦は廃止されたが、嘉永4年（1851年）再結成された時には新規参入で本屋仲間の数が125軒まで増えた。

## 地本の種類
江戸の地本問屋で売られていたのは、およそ以下のようなものであった。
- 草双紙 -絵入り本。当初は「行成表紙」または「からかみ表紙」と呼ばれており、これは細かい紗綾型などの地模様のある表紙をつけていたからだという。袋綴じで近代以前の読み物としては最大部数を示した。草双紙は時代や表紙の色、内容で以下のように種類が分かれている。
  - 赤本 - 丹色、赤い表紙で、桃太郎、猿蟹合戦などお伽噺で、享保のころ盛んだった。
  - 黒本 - 歴史物語、軍記、浄瑠璃などを抄録したもの。
  - 青本 - 萌黄色で、江戸中期から出た。青色ではない。内容は黒本に同じく、これを黒本と同一のものとする見方もある。
  - 黄表紙 - 18世紀末から19世紀初めの大人向けのもの。ただし「黄表紙」という呼び方は当時はされていない。表紙の色が青色だったのが退色して黄色になったもので、本来はこれも「蒼」（あお）すなわち「青本」だったという。
  - 合巻 - 草双紙数冊を合わせて一巻とし、さらに編を重ねて構成した長編もの。のちには表紙が錦絵になっているものが出ており、これを摺付表紙という。
- 仮名草子 - 元禄以降初期の小説。仮名文、啓蒙、娯楽物。
- 人情本 - 男女の情愛を描く。
- 読本 - 中期、後期の小説。口絵挿絵がある。
- 談義本 - 滑稽読物。講談口調で、おかしみと教訓で社会を揶揄したもの。
- 狂歌本 - 狂歌集。
- 戯作本 - 中期以降の江戸の小説、読物、黄表紙、合巻、洒落本、談義本、滑稽本、人情本を総称していう。
- 滑稽本 - 江戸後期の小説。庶民の日常を笑いを交えて記したもの。十返舎一九の『東海道中膝栗毛』、式亭三馬の『浮世風呂』など。
- 咄本 – 小咄を記したもの。
- 芝居番付 - 歌舞伎興行における番付。興行の内容や出演する役者について記す。その種類には町の往来に現在のポスターのように貼って人に見せる辻番付、また芝居の筋を絵で説明する絵本番付（芝居絵本ともいう）、出演する役者とその役割を記した役割番付があった。絵本番付と役割番付は表紙も本文も同じ紙の冊子形態で、二つ折りにして紙縒りで綴じるという簡略な装丁であった。
- 長唄正本 - 歌舞伎の舞台で上演された長唄所作事の歌詞を版行したもの。
- 豊後節系浄瑠璃の正本 - これも舞台で上演された豊後節系浄瑠璃の歌詞を版行したもの。常磐津節、富本節、清元節。

地本問屋ではほかに浮世絵、芝居絵も売り物のひとつであった。また義太夫節の抜本（ぬきほん）も売っていた。義太夫節はもともと上方のものであるが江戸でも人気があった。抜本とはその浄瑠璃の内容全てではなくて、一部の段だけ抜き出して版行したものである。
なお京や大坂では、上記に類する本を売る店は絵双紙屋（または草子屋）と称したが、書物問屋で草子屋を兼ね両方を売る店もあった。ほかには浄瑠璃本を売る浄瑠璃本屋があり、これは大坂で盛んだった。

## 年表
17世紀前期（慶長〜寛永頃）
- 京都で慶長14年（1609年）、本屋新七が商業出版を創始。「本屋」の商業出版として確かめられる最古のもの。
- 『信長公記』、『本朝画史』、『醒睡笑』出版。
- 大坂で『和漢三才図会』が出版される。
- キリスト教関連書籍の流入を防ぐために長崎に書物改役が設置される。

17世紀中期（寛文頃）
- 菱川師宣が江戸で木版墨摺り絵本を数多く手がけたが、都市基盤は上方のほうがまだ上回っていた。
- 『伊勢物語』や『源氏物語』などの古典の木版本が出て、以降長くベストセラーになった。

17世紀後期（元禄頃）
- 木版製版発展。町人文化盛んになる。
- 上方文化成熟期。大坂で浮世草子出版。
- 町人文学の井原西鶴の『好色一代男』、『日本永代蔵』、また近松門左衛門の浄瑠璃本が出版される。
- 『明智軍記』出版。
- 荻生徂徠が漢籍解説本を出版。
- 怪談『古今百物語評判』出版。

18世紀前期（享保頃）
- 幕府は風紀取締りに、同業組合である本屋仲間を公認した。
- 『女大学』出版。
- 貝原益軒の『養生訓』はどこの本屋でも置いてあったという。
- 新井白石の『折たく柴の記』、松尾芭蕉の『奥の細道』、『野ざらし紀行』出版。

18世紀中期（明和頃）
- 鈴木春信が錦絵を完成させる。
- 全国に出版流通の基礎ができ始める。
- 大坂で『絵本太閤記』出版。

18世紀後期（天明寛政頃）
- 錦絵の交流と江戸文化全盛期。
- 天明期の江戸に浮世絵師、彫師、摺師、紙屋、儒学、国学、蘭学などの学者が集まる。
- 江戸で庶民が豊かになり、浮世絵や書籍が売れ始める。
- 江戸地本の書籍の流通。大手地本問屋が隆盛を極める。
- 蔦屋重三郎のもと喜多川歌麿が美人画で人気を博し、重三郎は本居宣長を訪ね、地方視察をした。
- 寛政の改革で、山東京伝の黄表紙が摘発され、蔦屋重三郎は財産の半分を没収された。
- 天明期からあらゆる分野の学問、実用書、文芸書が出版される。
- 塙保己一の『群書類従』、本居宣長が『古事記伝』を出版。
- 上田秋成の『雨月物語』、『春雨物語』出版。
- 山東京伝の黄表紙『時代世話二挺鼓』、『江戸生艶気樺焼』出版。
- 川柳句集『柳多留』。
- 江戸の読書人口が広がった。

19世紀前期（文化文政頃）
- 文化文政江戸文化爛熟期。
- 全国に書籍流通市場形成。江戸、大坂、京都を中心に本が出され、名古屋も続く。
- 頼山陽の『日本外史』、和歌集の三代集出版。
- 曲亭馬琴が絵入りの読み物を送り出した。
- 江戸貸本屋が800軒を超え、戯作作家、曲亭馬琴、山東京伝、式亭三馬、柳亭種彦等人気作家が相次いで文壇の主流となる。
- 江戸出版文化は頂点に達し、長編小説が相次いで出る。
- 式亭三馬の『浮世風呂』、曲亭馬琴の『南総里見八犬伝』108冊、『椿説弓張月』、『傾城水滸伝』。十返舎一九の『東海道中膝栗毛』43冊は総計50万冊売れたという。一九は仇討物の長編も出した。
- 合巻が開発される。
- 葛飾北斎の画が出る。柳亭種彦の『北越奇談』、 歌川国貞挿絵の『偐紫田舎源氏』38編、40万冊売れたという。
- 柳亭種彦と笠亭仙果の『邯鄲諸国物語』。
- 質量ともに江戸書籍を代表する小説が出て、華麗な口絵、挿絵、また錦絵風摺表紙がブームになった。
- 絵入り春画本が沢山出る。
- 北斎漫画、小林一茶の『浅黄空』、私小説『父の終焉日記』。『以貴小伝』出版。
- 為永春水の『春色梅児誉美』。
- 釈迦の生涯を題材にした草双紙『釈迦八相倭文庫』出版。

19世紀中期（安政頃）
- 柳下亭種員作（歌川豊国挿絵）の合巻『白縫譚』出版。
- 『児雷也豪傑譚』、奇談集『絵本百物語』、『狂歌百物語』出版。
- 安政3年（1856年）、歌川広重の名所江戸百景、北斎挿絵の『通俗三国志』出版。

19世紀後期（幕末明治初年頃）
- 『名将言行録』出版。
- 幕末の混乱期、技術発展に伴い出版界は小説、娯楽本とともに、見聞、教育のために、歴史小説の古典の新版、史書、技術書、博物誌、辞典、海外紹介ものなども多く出版された。
- 『慶安太平記』、『絵本楠公記』、『大岡政談』出版。
- 明治3年（1870年）、日本で初めての新聞『横浜毎日新聞』が鋳造活字で印刷される。以後出版物は木版から活版印刷へと次第に移行していった。
- 明治6年（1873年）、本屋仲間は解散令が政府より出され、書物問屋、地本問屋、また浮世絵版元仲間は危機に瀕する。明治20年ごろには木版から活版印刷技術の革新、思想の変革、新しい雑誌の登場に対応できなくなり、書物問屋は消滅していき、近代出版へ取って代わられた。